# مارتينوس فيلتمان
مارتينوس فيلتمان (بالهولندية: Martinus Veltman) عالم فيزياء هولندي متخصص في الفيزياء النظرية، حاصل على جائزة نوبل للفيزياء بالمشاركة مع العالم الفيزيائي الهولندي أيضا جيرارت هوفت لعام 1999. والجائزة هي تقدير لعملهما في مجال نظرية الجسيمات الأولية.
ولد مارتينوس فيلتمان في 27 يونيو 1931 في مدينة فالفايك بهولندا.

## روابط خارجية
- مارتينوس فيلتمان على موقع IMDb (الإنجليزية)
- مارتينوس فيلتمان على موقع الموسوعة البريطانية (الإنجليزية)
- مارتينوس فيلتمان على موقع مونزينجر (الألمانية)
- مارتينوس فيلتمان على موقع إن إن دي بي (الإنجليزية)
- مارتينوس فيلتمان على موقع قاعدة بيانات الفيلم (الإنجليزية)